# 福島県ドクターヘリ
福島県ドクターヘリ（ふくしまけんドクターヘリ）は福島県立医科大学付属病院がしているドクターヘリ。運航管理は中日本航空に委託している。山形県ドクターヘリ、新潟県ドクターヘリと広域連携協定を締結しドクターヘリ運航不能時、各拠点病院から原則として半径１００ｋｍ圏内で出動する事になっている。

## 概要
- 運航体制

運航基地：公立大学法人福島県立医科大学附属病院（福島県福島市光が丘1番地）
運航時間：1月〜4月、8月〜12月　午前8時30分〜午後5時まで（午後5時前に日没となる場合は日没前まで）
　　　　：5月〜7月　　　　　　　午前8時30分〜午後6時まで
運航委託：中日本航空株式会社
構成人数：医師
　　　　：看護師
　　　　：操縦士
　　　　：整備士
　　　　：運航管理者
- ドクターヘリ通信センター

運航管理者及び医師が待機し、要請対応、運航管理、関係機関との連絡調整
- 運航要項

## 機体・資機材
機種　　　　：ユーロコプター EC135
搭乗人員　　：操縦士1名、整備士1名、医師1名、看護師1名、患者1～2名（付き添いは1名可）
全長　　　　：12.16m
全幅　　　　：10.20m
全高　　　　：3.51m
最大離陸重量：2,720kg
最大巡航速度：257km/h
最大航続距離：670km
搭載機材　　：吸引器、酸素流入調整レギュレーター、患者監視モニター、ドクターズバッグ、ストレッチャー、除細動器、シリンジポンプ
　　　　　　　人工呼吸器、超音波診断装置　他

## 沿革
- 2008年（平成20年）

01月28日：ドクターヘリ運航開始
06月18日：岩手・宮城内陸地震の際にドクターヘリが出動
- 2011年（平成23年）

01月13日：出動が1000件
- 2013年（平成25年）

03月22日：山形県ドクターヘリと広域連携協定を締結
09月23日：出動 2000件
10月30日：山形県・新潟県三県で広域連携協定を締結
- 2014年（平成26年）

06月01日：栃木県ドクターヘリと広域連携協定を締結

## 搬送先医療機関
| 病院名                   | 住所                           | 離着陸場                 |
| ------------------------ | ------------------------------ | ------------------------ |
| 福島県立医科大学附属病院 | 福島市光が丘1                  | 敷地内                   |
| 福島赤十字病院           | 福島市入江町11-31              | 信夫ヶ丘緑地公園         |
| 太田西ノ内病院           | 郡山市西ノ内2-5-20             | 郡山河川防災ステーション |
| 白河厚生総合病院         | 白河市豊地上弥次郎2-1          | 敷地内                   |
| 会津中央病院             | 会津若松市鶴賀町1-1            | 敷地内                   |
| 福島県立南会津病院       | 南会津郡南会津町永田字風下14-1 | 病院横河川敷             |
| 南相馬市立総合病院       | 南相馬市原町区高見2-54-6       | 萱浜ニュースポーツ広場   |
| いわき市医療センター     | いわき市内郷御厩町久世原16     | 敷地内                   |

ドクターヘリの離着陸場（臨時ヘリポート）は、各消防機関や各市町村等の協力を得ながら、491か所確保